# 将军岭酒
将军岭酒，又称将军岭白酒，是河北涉县出产的一种白酒。当地于嘉庆初年就用柿子酿酒；民国时当地酒厂先盛后衰，均因抗战而关闭歇业。1940年为供八路军医药用酒，县府租用原南关福源涌酒厂旧址和设备重新开厂，俗称“王掌柜”酒店，两年后成为八路军129师太行边区军办酿酒作坊，称“南关酒厂”。将军岭酒为纯粮酿造的浓香型白酒，为一地方品牌，主要销售市场在本省内。